# Justin Bengui
Justin Bengui Joao, né le 9 juillet 2005 à Montbéliard en France, est un footballeur franco-angolais qui joue au poste de gardien de but au RWDM Brussels, en prêt de l'Olympique lyonnais.

## Biographie

### En club
Né à Montbéliard, Justin Bengui Joao commence le football au FC Villefranche Beaujolais en U7. Il y joue jusqu'à l'âge de onze ans avant de rejoindre l'Olympique lyonnais. Il gravit les échelons au sein des équipes de jeunes de l'OL, jusqu'à être convoqué en août 2020 pour le quart de finale de la Youth League 2020 face au RB Salzourg, à l'âge de seulement quinze ans. Dix jours plus tard, il dispute son premier match avec les U19 Nationaux face à l'AJ Auxerre. 
Le 28 juillet 2021, alors pisté par le Bayern Munich, il signe son premier contrat professionnel d'une durée de trois saisons avec Lyon. Lors de la saison 2021-2022, il apparaît à nouveau avec les U19 à six reprises et découvre le National 2 avec l'équipe réserve de Lyon face à La Duchère (0-4), à seulement seize ans. Il fait également partie du groupe qui remporte la coupe Gambardella 2022. Il confirme cette tendance la saison suivante, apparaissant à dix reprises respectivement avec les U19 et l'équipe réserve de l'OL. Il dispute également deux rencontres de coupe Gambardella. 
Le 14 juillet 2023, il joue ses premières minutes en équipe première lors d'un match amical, face à De Treffers. Un mois et demi plus tard, il prolonge avec l'OL jusqu'en 2025. Le 2 décembre suivant, il apparaît pour la première fois dans le groupe professionnel de l'Olympique lyonnais en Ligue 1 lors d'une rencontre face au RC Lens.
Le 20 janvier 2025, il est prêté jusqu'à la fin de saison au FK Jedinstvo Ub (en), club de première division serbe.

### En sélection
Le 1er novembre 2021, il joue son premier match en équipe de France U17 face à la Grèce, lors d'un match de qualification pour l'Euro U17 2022.
Le 20 novembre 2022, il découvre l'équipe de France des moins de 18 ans, aligné d'entrée par Bernard Diomède face à l'Italie en amical. Après quelques matchs amicaux avec cette catégorie, il est appelé en moins de 19 ans pour un tournoi amical en Serbie en septembre 2023. Le 16 juillet 2024, il est titulaire lors du premier match de la France lors de l'Euro U19 face à la Turquie (2-1). Gardien titulaire tout au long de la compétition (sauf le troisième match de poule), il participe à l'obtention de la deuxième place de son pays après une défaite en finale face à l'Espagne (0-2).

## Statistiques
| Saison                | Club                   | Championnat           | Championnat | Championnat | Coupe(s) nationale(s) | Coupe(s) nationale(s) | Compétition(s) continentale(s) | Compétition(s) continentale(s) | Compétition(s) continentale(s) | Total | Total |
| Saison                | Club                   | Division              | M.          | B.          | M.                    | B.                    | Comp.                          | M.                             | B.                             | M.    | B.    |
| 2024-2025             | FK Jedinstvo Ub (prêt) | Super liga            | 12          | 0           | -                     | -                     | -                              | -                              | -                              | 12    | 0     |
| Total sur la carrière | Total sur la carrière  | Total sur la carrière | 12          | 0           | -                     | -                     | -                              | -                              | -                              | 12    | 0     |

## Palmarès

### En club
Olympique lyonnais
- Coupe Gambardella
  - Vainqueur en 2022

### En sélection
France -19 ans
- Euro -19 ans
  - Finaliste en 2024